# Nyunzu (territoire)
Le territoire de Nyunzu  est une entité administrative déconcentrée de la province du Tanganyika en République démocratique du Congo. Son chef-lieu est Nyunzu.

## Géographie
Nyunzu est un territoire se trouvant au sud-est de la République démocratique du Congo dans l'actuelle province du Tanganyika, ex-province du grand Katanga.
Il se trouve à l'ouest de la ville de Kalemie et relie les cinq territoire avec qui il partage une frontières.
Distance avec des villes proches :  Kongolo 176km, Kabalo 133 km, Manono 280 km, Kalemie 195 km.
La communication à Nyunzu est effectuée en général en swahili, mais en dehors du swahili la population de Nyunzu utilise différents dialectes pour les communications locales en famille, entre autres : au nord-est toute la population parle le kiluba, le dialecte cher à mzee Laurent Désiré Kabila et au sud de Nyunzu une divergence dialectique se manifeste, où la population se diffèrencie par sa façon de parler ; on y retrouve les Bakalanga, les Emba, les Bena Lengwe, les Batouga ( proches des Baluba ) , etc.
La richesse de Nyunzu repose sur les minerais de son sous-sol et la fertilité des ses terres agricoles.
À Nyunzu il y a plus des jeunes que des vieux.
Sur le plan éducatif Nyunzu est un territoire qui sort des génies chaque année et beaucoup des jeunes de Nyunzu ont franchi les études.

## Subdivisions
Formant un des six territoires qui composent la province de Tanganyika, il est constitué de la commune de Nyunzu et deux secteurs :
| Subdivision | Statut  |
| ----------- | ------- |
| Nyunzu      | Commune |
| Nord-Lukuga | Secteur |
| Sud-Lukuga  | Secteur |